# ماهی سوخاری

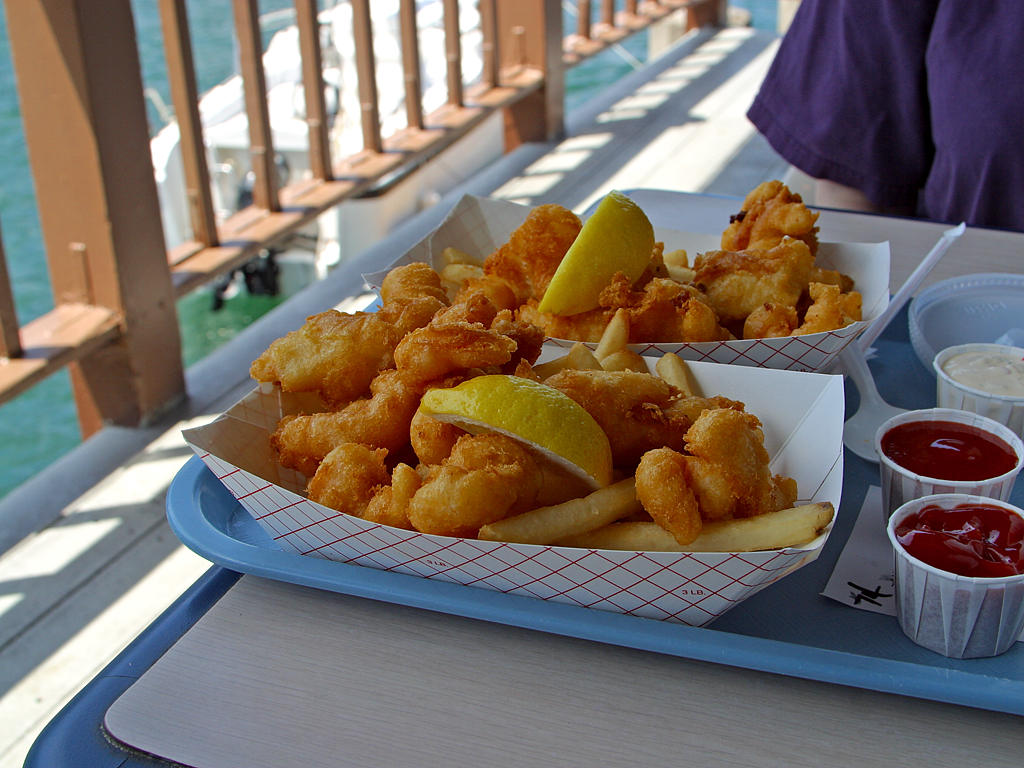
چیپس و ماهی سوخاری با لیموترش، کچاپ و سس تارتار در حال سرو در سن دیگو

ماهی سوخاری (انگلیسی: Fried fish) غذایی شامل هر نوع ماهی یا حلزون صدف‌دار است که به روش روغن‌پزی عمیق تهیه شده باشد. اغلب ، ماهی را قبل از سرخ شدن و سرو کردن، با خمیرابه، تخم‌مرغ و پودر سوخاری، آرد یا سبزی و ادویه به همراه یک تکه لیموترش می‌پوشانند.